# 野狗子
野狗子是在《聊斋志异·第一卷·野狗》裡提到的妖怪，兽首人身和会吸死人的脑。

## 描述
于七之亂後，遍地死屍，故事主角李化龍到深山避亂遇到官兵正在前進。怕被官兵抓住處死，便和無數死屍混在一起裝死。不久，一隻人身獸首的怪物到屍體上啃食腦袋，並吮吸腦漿。李化龍拿石頭將怪物的嘴打碎，怪物逃跑，路上流了不少血。在這些血裡面，找到兩顆怪物牙齒，長約四寸，中間微彎，一頭十分尖利。